# Александровка (приток Кондомы)
Алекса́ндровка — река в России, протекает по Таштагольскому району Кемеровской области. Устье реки находится в 324 км по правому берегу реки Кондома. Длина реки составляет 23 км.

## Данные водного реестра
По данным государственного водного реестра России относится к Верхнеобскому бассейновому округу, водохозяйственный участок реки — Кондома, речной подбассейн реки — Томь. Речной бассейн реки — (Верхняя) Обь до впадения Иртыша.